# Making Friends
Making Friends to piąty, długogrający album punkrockowego zespołu No Use for a Name. Wydany został 12 sierpnia 1997 roku nakładem wytwórni Fat Wreck Chords. Zawiera ukrytą ścieżkę, która jest kowerem piosenki "Beth" zespołu Kiss.

## Lista utworów
1. "The Answer Is Still No" – 2:33
2. "Invincible" – 2:22
3. "Growing Down" – 2:02
4. "On the Outside" – 2:51
5. "A Postcard Would Be Nice" – 2:01
6. "Secret" – 3:24
7. "Best Regards" – 1:50
8. "Revenge" – 1:52
9. "Sidewalk" – 2:17
10. "3 Month Weekend" – 1:17
11. "Sitting Duck" – 1:21
12. "Fields of Athenry" – 11:40

## Skład zespołu
- Tony Sly - gitara, wokal
- Matt Riddle - bas
- Rory Koff - perkusja
- Chris Shiflett - gitara, wokal
- Karina Denike - wokal (gościnnie)
- Dicky Barrett - wokal (gościnnie)

## Pozostały personel
- Winni Wintermeyer - projekt okładki
- No Use for a Name - produkcja
- Ryan Greene - producent, inżynier
- Joe Gastwirt - mastering
- Mark Desalvo - projekt okładki
- Brian Archer - fotografie